# Ковнир, Алла Григорьевна
Алла Григорьевна Ковнир (род. 3 февраля 1975, Электроугли, Московская область, РСФСР, СССР) — российская актриса театра и кино, певица.

## Биография

### Ранние годы
Родилась 3 февраля 1975 года в городе Электроугли Московской области. Племянница композитора Ивана Ковнир-Полтавского.
С раннего возраста проявляла актёрские и вокальные способности, что повлияло на дальнейшую судьбу девушки. На сцене Ковнир впервые выступила в возрасте 4 лет — на детском утреннике. Девочка спела песню Муслима Магомаева, а в школе увлекалась биологией.
Вскоре Алла поступила в труппу Московского театра юного актёра. В 12 лет она уже гастролировала во многих странах мира и имела главные роли в мюзиклах.
После школы Ковнир попыталась поступить в школу-студию МХАТ, но провалила экзамены. Позже начала работать администратором в Московском театре юного актёра, однако через год после этого Алла поступила на экспериментальный курс музыкального факультета ГИТИСа.

### Актёрская деятельность
С годами Алле надоедает участвовать только в музыкальных спектаклях, а мюзиклов на тот момент в её репертуаре было мало, и получив диплом в ГИТИСе, девушка решается но новый этап в своей жизни и вступает служить в Театр на Покровке, где впоследствии прослужила 5 лет.
Одновременно артистка пытается постичь по мимо театральной деятельности и кино. Чтобы попасть на пробы, девушка  оставила портфолио с фотографиями в киностудии имени М. Горького, где заинтересовавшись её внешностью и режиссёры стали предлагать свои роли. Первой работой в фильмографии Ковнир  стал криминальный детектив «Парижский антиквар» в 2001 году. Там актриса  исполнила роль девушки Надин, а дальше пробует себя в телесериале «Жизнь продолжается» в 2002 году, но успех к Ковнир пришёл после съёмок в телесериале «Возвращение Мухтара», где Алла сыграла главную героиню — следователя Лену Брусникину сразу в нескольких сезонах. С первого по четвёртый сезон. 
До «Возвращение Мухтара» Ковнир снималась в телесериале «Сокровища мёртвых», также в эпизодической роли фильма «Семь раз отмерь», в фильме «Форс–мажор», в фильме «Человек-амфибия. Морской дьявол». Ковнир ушла из сериала «Возвращение Мухтара» после отыгранных ролей в 2007 году по личным семейным обстоятельствам.
Вернувшись в столицу, Алла снимается в комедии «ГИБДД и т. д.», а следом — в комедийной мелодраме «Золотой ключик», позже играет роль в сериале «Офицеры–2». В 2010-м Ковнир сыграла Ольгу Николаевну в телесериале «Дворик», в фильме «Важняк» с 2010 года по 2012 год. В 2011 году принимает участие в многосерийной ленте «Побег 2». 
С 2012 года ни одна новая кинематографическая работа с её участием так и не выходила.

### Музыкальная деятельность
Одновременно с актёрством Ковнир решает развивать и музыкальную карьеру в качестве певицы. В 2010 году выпускает свой первый альбом, который называется  «Дорога домой». Также она записывала песни, а позднее выпустила дуэтный альбом «Одна судьба» с музыкантом Геннадием Жаровым.

## Личная жизнь
Замужем за композитором Олегом Молчановым. В 2009 году актриса родила сына.

## Фильмография
- 2001 — Парижский антиквар — Надин
- 2002 — Жизнь продолжается — Татьяна
- 2003 — Сокровища мёртвых — официантка Маша
- 2004 — Человек-амфибия. Морской дьявол
- 2004 — Возвращение Мухтара — Елена Брусникина
- 2005 — Форс-мажор — Анна
- 2005 — Семь раз отмерь — эпизодическая роль
- 2005 — 2006 — Возвращение Мухтара-2 — Елена Брусникина
- 2006 — 2007 — Возвращение Мухтара-3 — Елена Брусникина
- 2007 — 2008 — Возвращение Мухтара-4 — Елена Брусникина [2];
- 2008 — ГИБДД и т. д. — Инга
- 2008 — Золотой ключик — Лера
- 2009 — Офицеры–2 — Людмила
- 2010 — Дворик — Ольга Николаевна
- 2010 — 2012 — Важняк[3] — Алёна
- 2012 — Побег–2

## Театральные работы
- «Гамлет» — Лошадь;
- «Маугли» — Багира;
- «Карантин» — девочка из хора;
- «Женитьба» — эпизод.

## Дискография
- 2010 — «Дорога домой»;
- 2017 — «Домик мой родной»;
- 2017 — «Одна судьба».